# Roger Hunt
Roger Hunt (ur. 20 lipca 1938 w Culcheth, zm. 27 września 2021) – angielski piłkarz, środkowy napastnik. Mistrz świata z roku 1966. Kawaler Orderu Imperium Brytyjskiego (MBE).

## Życiorys
W 1958 podpisał kontrakt z Liverpool F.C., w pierwszym zespole debiutował w następnym roku. Był świetnym strzelcem, w czasie 10 lat spędzonych na Anfield Road w 404 ligowych spotkaniach zdobył 245 bramek. Z The Reds dwukrotnie wywalczył tytuł mistrza kraju (1964, 1966) i triumfował w Pucharze Anglii (1965). Grał również w Bolton Wanderers (1969–1972, 76 spotkań, 24 trafienia).
W reprezentacji Anglii rozegrał 34 spotkania i strzelił 18 bramek. Debiutował wiosną 1962 jako zawodnik zaledwie drugoligowy, ostatni raz reprezentacyjną koszulkę założył w 1969. Znajdował się w kadrze na MŚ 62. Cztery lata później, podczas MŚ 66 miał pewne miejsce w zespole – zagrał we wszystkich meczach Anglików i zdobył 3 bramki.